# محوطه دره میلا
محوطه دره میلا مربوط به دوران‌های تاریخی پس از اسلام است و در شهرستان گرگان، روستای چهارباغ واقع شده و این اثر در تاریخ ۱۰ بهمن ۱۳۸۳ با شمارهٔ ثبت ۱۱۲۷۸ به‌عنوان یکی از آثار ملی ایران به ثبت رسیده است.